# 90년

## 연호
- 후한(後漢) 영원(永元) 2년

## 기년
- 후한(後漢) 화제(和帝) 2년
- 신라(新羅) 파사 이사금(婆娑泥師今) 11년
- 고구려(高句麗) 태조대왕(太祖大王) 38년
- 백제(百濟) 기루왕(己婁王) 14년

## 사건
- 이탈리아 내의 푀데라티에게 로마 시민권을 주는 율리우스 법(Lex Iulia) 공표.
- 음력 7월, 신라, 사자(使者) 10명을 나누어 파견하여 주주(州主)와 군주(郡主)를 감찰하여, 공무에 힘쓰지 않거나 밭과 들을 크게 황폐하게 한 자의 관직을 강등시키거나 파면하였다.

## 참고 문헌
- 김부식 (1145), 《삼국사기》 <신라본기 제1권 파사 이사금 條>